# Santa Clara Valley Transportation Authority
Die Santa Clara Valley Transportation Authority (VTA) – Verkehrsverbund Santa Clara Valley – ist ein Zweckverband (special-purpose district), der für die Verkehrsplanung und deren Baufinanzierung im Santa Clara County des US-Bundesstaates Kalifornien zuständig ist.
Der Verkehrsverbund entstand am 1. Januar 1973 aus der Übernahme dreier damals bankrotter Busunternehmen als Santa Clara County Transit District, basierend auf einem Wählervotum vom 6. Juni 1972. Am 1. Januar 1995 wurde der Verkehrsverbund mit der Congestion Management Agency des Straßenwesens zusammengelegt und erhielt den Namen Santa Clara Valley Transportation Authority, die ursprüngliche Abkürzung SCVTA wurde jedoch bald weiter zu VTA gekürzt. 1996 wurde durch ein Wählervotum beschlossen, den Nahverkehr mit Steuergeldern zu finanzieren (Measure A), die ursprünglich für 10 Jahre beschlossene Regelung wurde durch ein weiteres Wählervotum 2000 auf 30 Jahre verlängert.
Die Steuerfinanzierung war ursprünglich auf die Erweiterung des Bay Area Rapid Transit (BART) öffentlichen Nahverkehrssystems im Silicon Valley gerichtet, erlaubte jedoch die Einrichtung weiterer Verkehrsmittel. Die VTA ist Miteigner des Caltrain-Regiozuges und betreibt selbst mehrere Nahverkehrssysteme, unter anderem das VTA Light Rail Stadtbahnsystem. Im Jahre 2008 belief sich das Budget auf 363 Millionen US-Dollar und beschäftigt in seinen Teilgesellschaften etwa 2100 Angestellte.